# Fazenda Nova
Fazenda Nova este un oraș în Goiás (GO), Brazilia.